# Traben-Trarbach
Traben-Trarbach ist eine Stadt an der Mittelmosel im Landkreis Bernkastel-Wittlich, Rheinland-Pfalz, und Verwaltungssitz der gleichnamigen Verbandsgemeinde. Die Stadt ist ein staatlich anerkanntes Heilbad und gemäß Landesplanung als Mittelzentrum ausgewiesen.

## Geographie

### Lage
Traben-Trarbach befindet sich etwa 40 km nordöstlich von Trier und etwa 60 km südwestlich von Koblenz im Tal der Mittelmosel; nördlich der Stadt befindet sich der Moselschleifenberg Mont Royal. Der Flughafen Hahn im Hunsrück liegt etwa 10 km (jeweils Luftlinie) entfernt in östlicher Richtung. Das Stadtgebiet erstreckt sich über eine Gesamtfläche von 3135 ha mit großem Waldanteil. Damit ist Traben-Trarbach flächenmäßig die größte Stadt an der Mittelmosel.
Der Stadtteil Traben liegt links der Mosel am Fuße der ehemaligen Festung Mont Royal und Trarbach rechts des Flusses auf der Hunsrück-Seite. Die beiden Stadtteile sind mit der Moselbrücke Traben-Trarbach verbunden.
Zwischen Traben und Enkirch liegt die Staustufe Enkirch.
Während Traben auf einer großen Breite am Moselufer liegt, erstreckt sich Trarbach länglich zwischen den recht steilen Bergen, vor allem ins Kautenbach-Tal. In diesem befindet sich im Stadtteil Bad Wildstein eine Quelle, deren Wasser mit einer Temperatur von 33° aus den Tiefen des Schiefergesteins zutage tritt und von einem Thermalbad genutzt wird.

### Stadtgliederung
Stadtteile sind Kautenbach (Ortsbezirk), Bad Wildstein, Traben-Trarbach, Corveyer Werth, Dollschied, Fischteiche, Gonzlay, Gräffsmühle, Haus Corveyer Wäldchen, Haus Kallenborn, Hödeshof, Litzig, Rißbach, Starkenburgermühle, Wolf (Ortsbezirk), Evangelischer Jugendhof Martin Luther King und Koppelberg.

### Stadtteilansichten

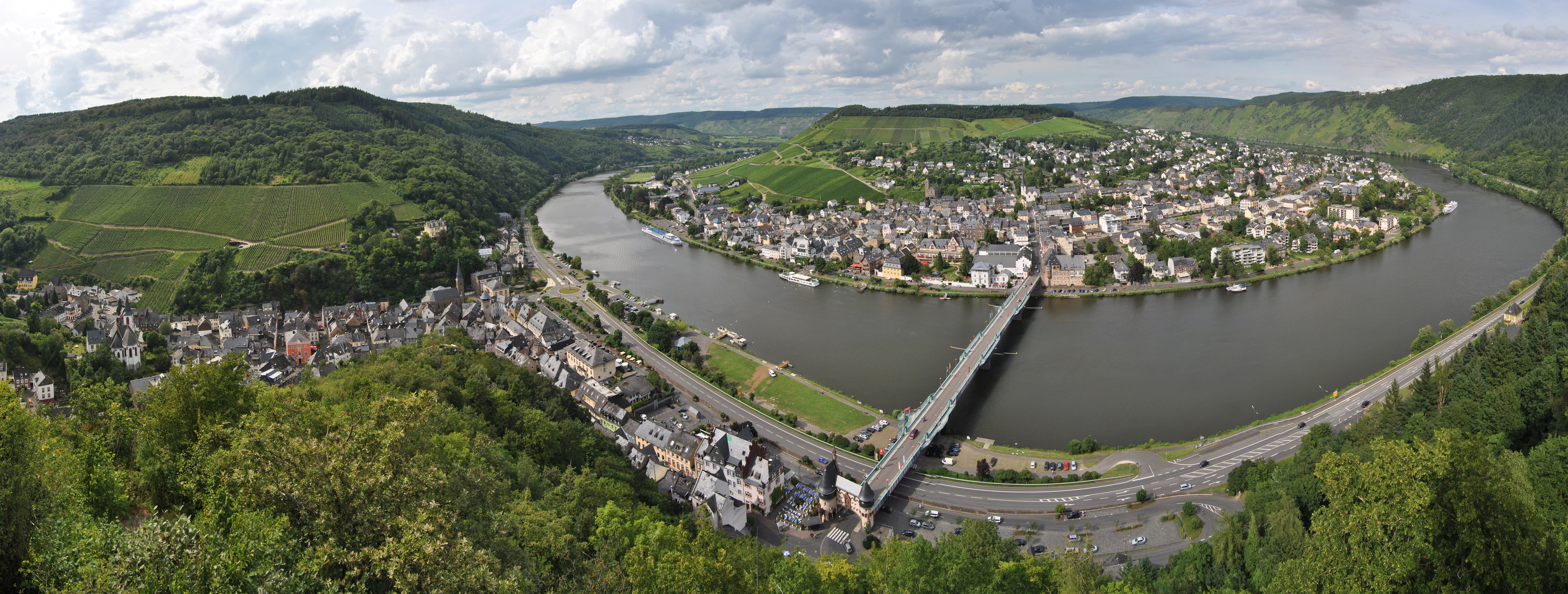
Trarbach (links), Traben (rechts)
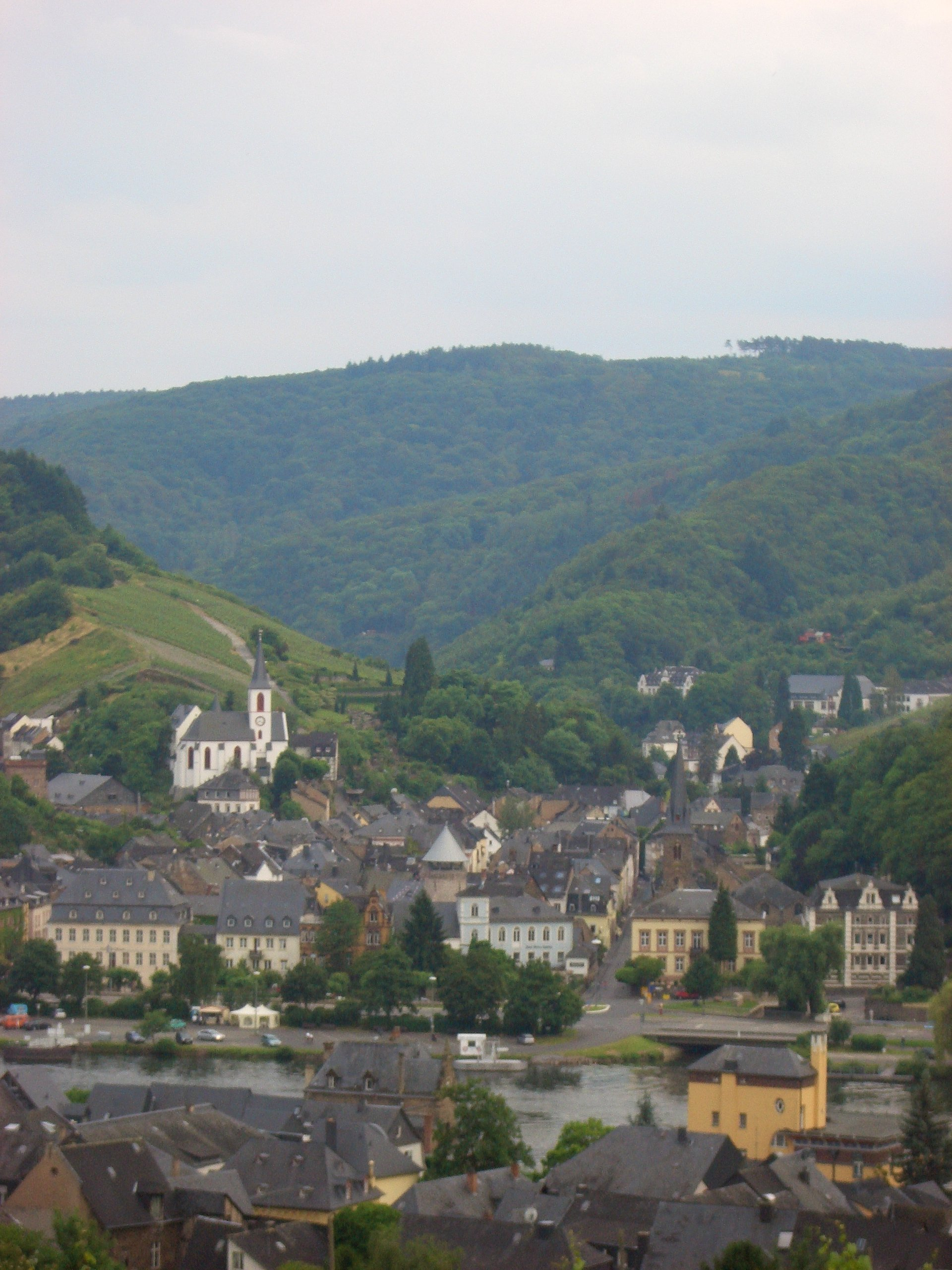
Ortsteil Trarbach
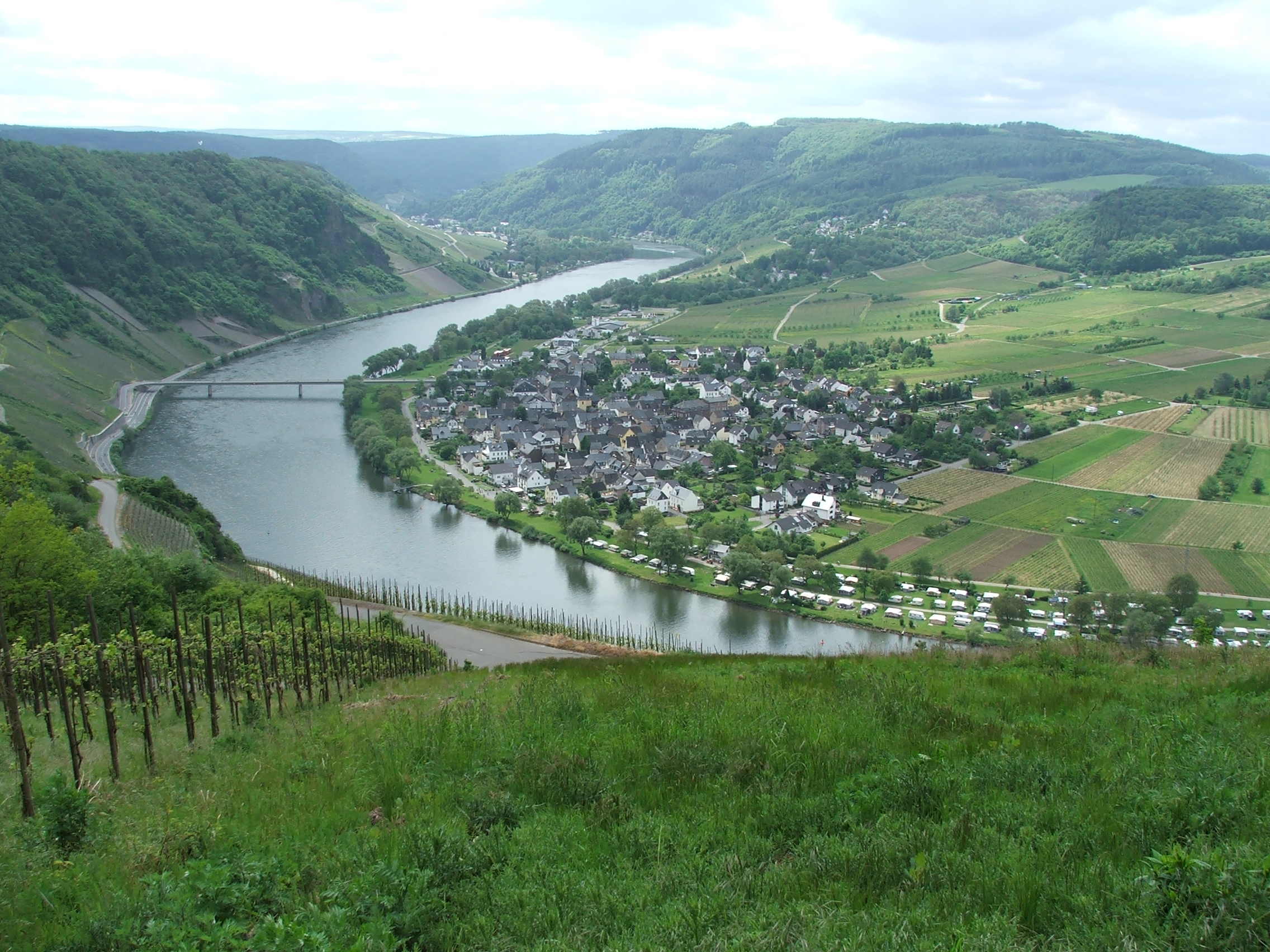
Ortsteil Wolf

## Ortsname

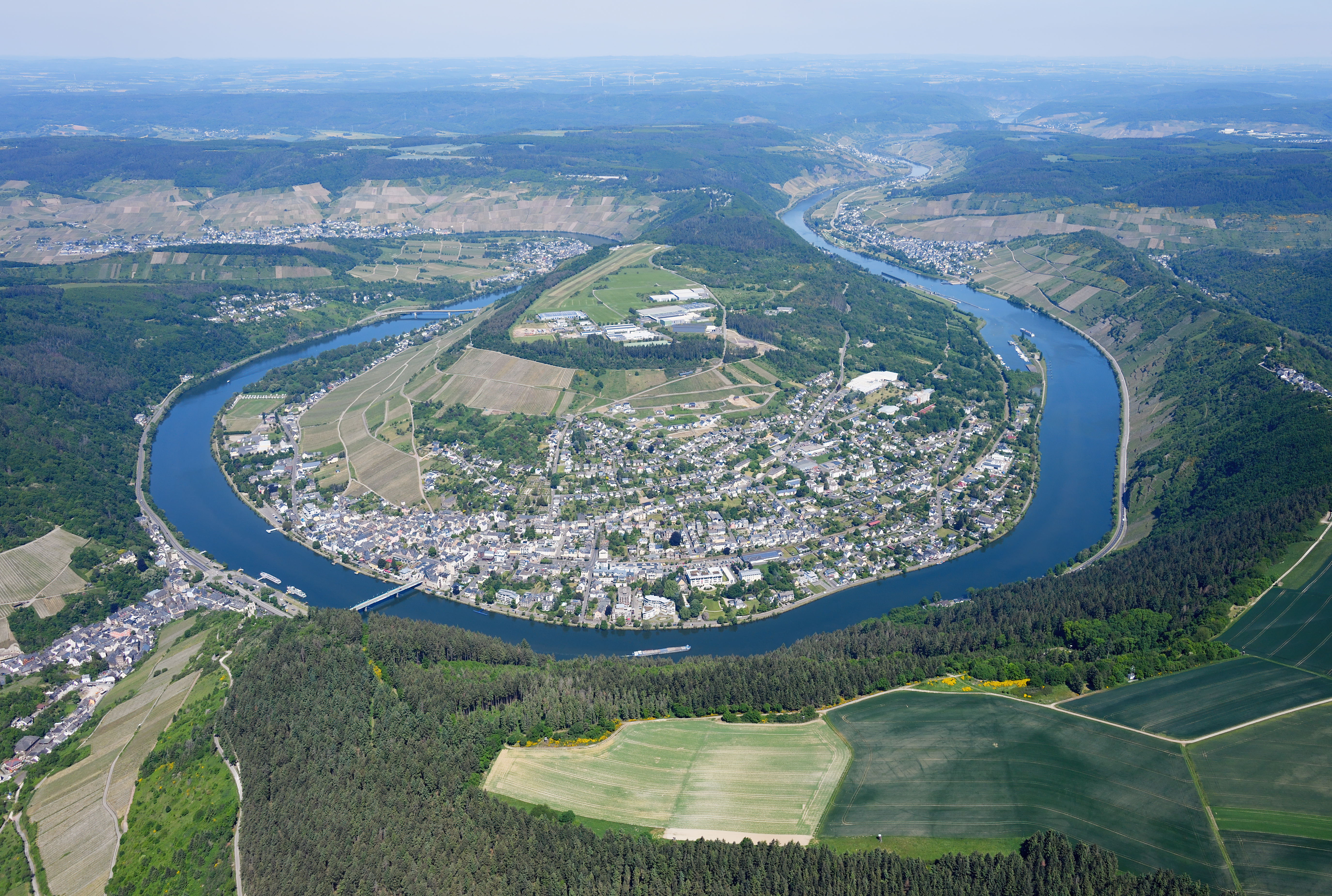
Traben-Trarbach von Süden aus der Luft gesehen

Der heutige Ortsteil Traben findet sich erstmals 1007 als Travena, der Ortsteil Trarbach erstmals 1143 als Travendrebach bezeugt. Der Name Traben geht auf keltolateinisch *Trabena zurück, dessen Kern der keltische Wortstamm *treb- ‘Wohnung’ ist, lautlich beeinflusst von lateinisch trabs ‘Balken, Haus’ und erweitert um ein n-Suffix. Für den Namen Trarbach ist eine althochdeutsche Grundform *Travenero-bach ‘Bach der Bewohner von Traben’ zu erschließen.

## Geschichte

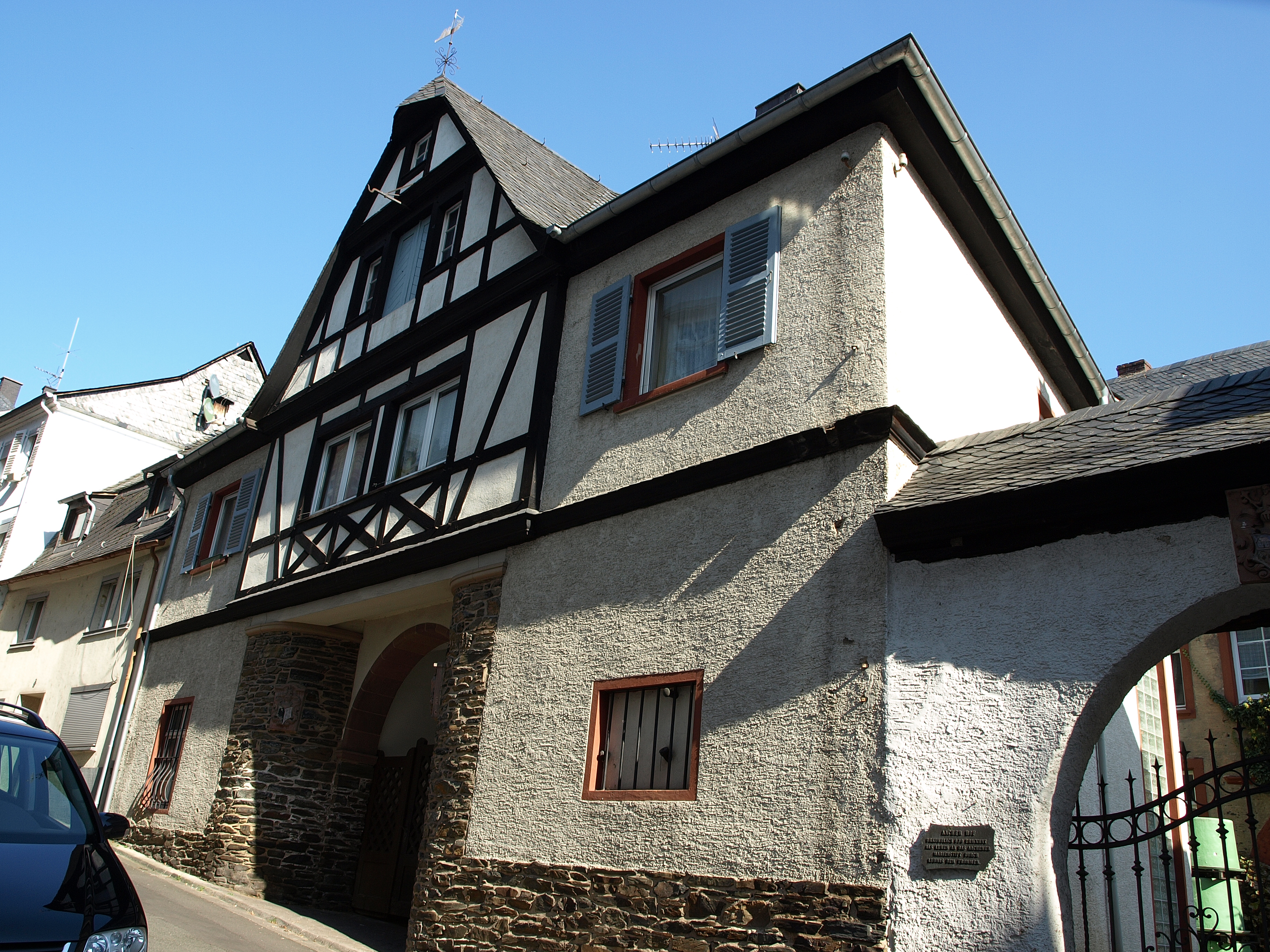
Der Aacher Hof

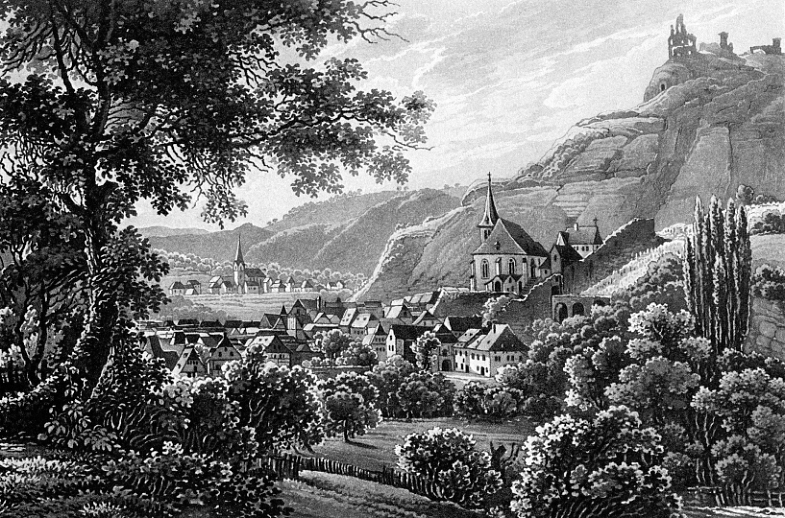
Trarbach (Vordergrund) mit der Grevenburg und Traben (Hintergrund); Aquatinta von Karl Bodmer, um 1831

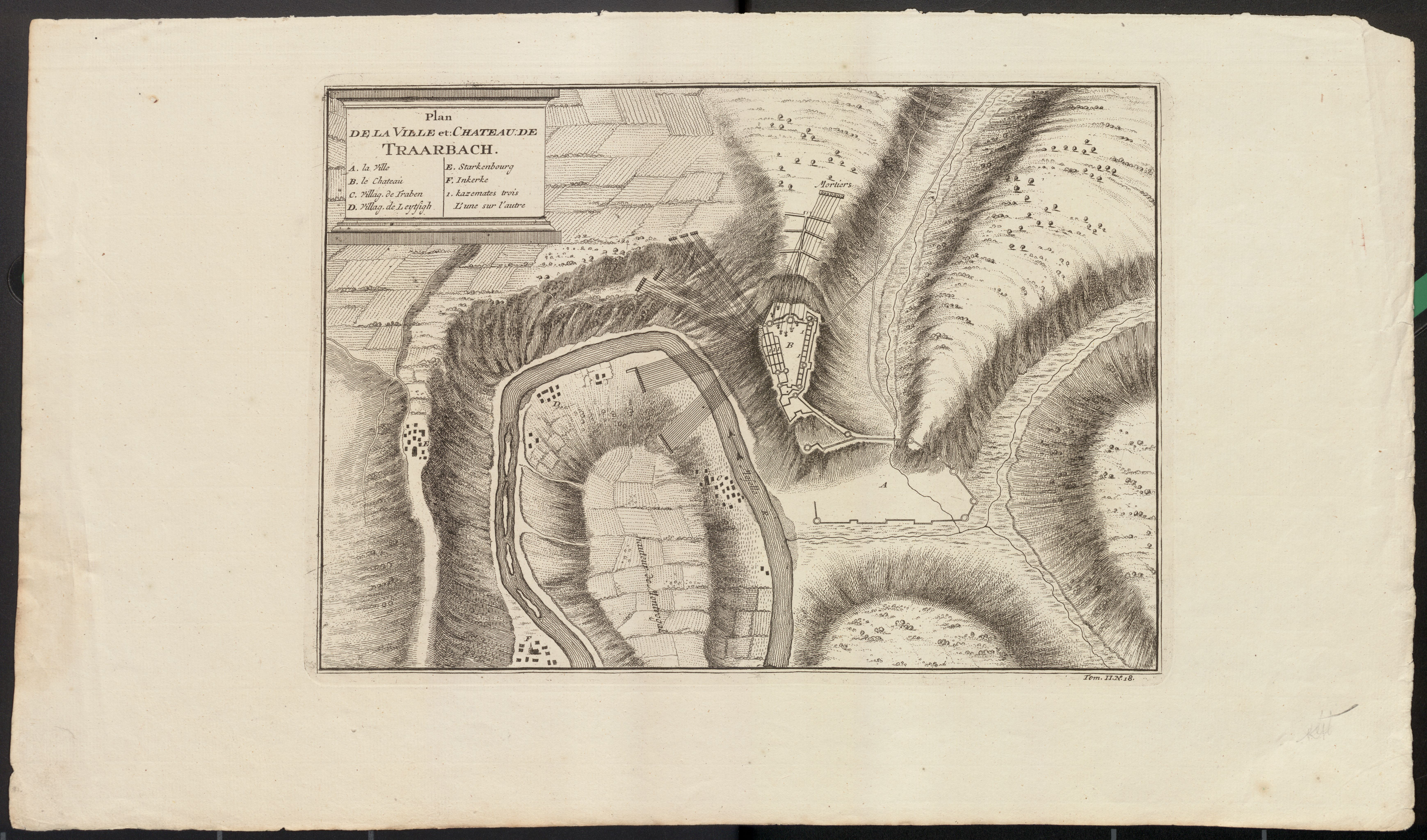
Beschuss von Stadt und Schloss, ca. 1700

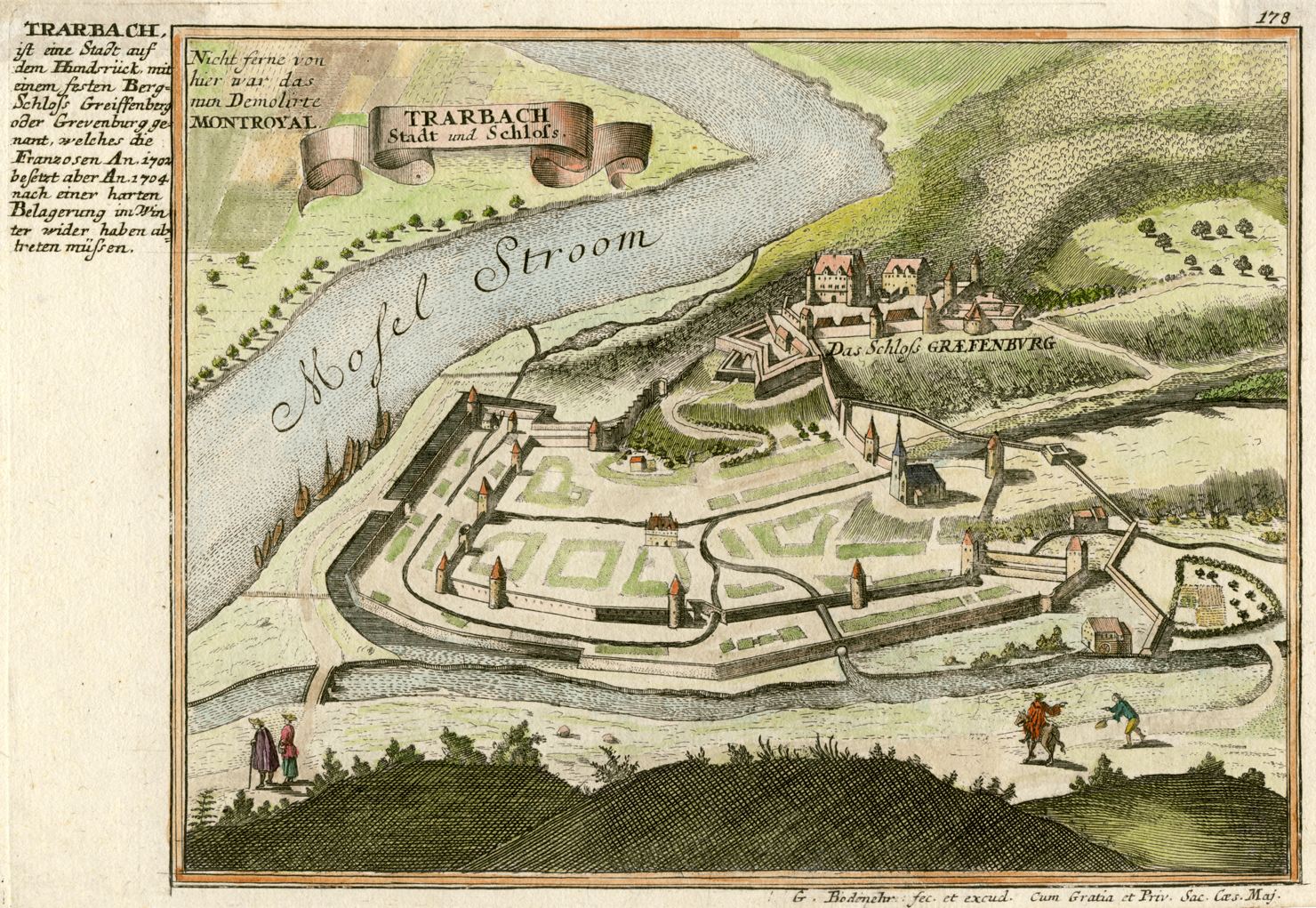
Trarbach – Stadt und Schloss; Kupferstich von G. Bodenehr, 1704

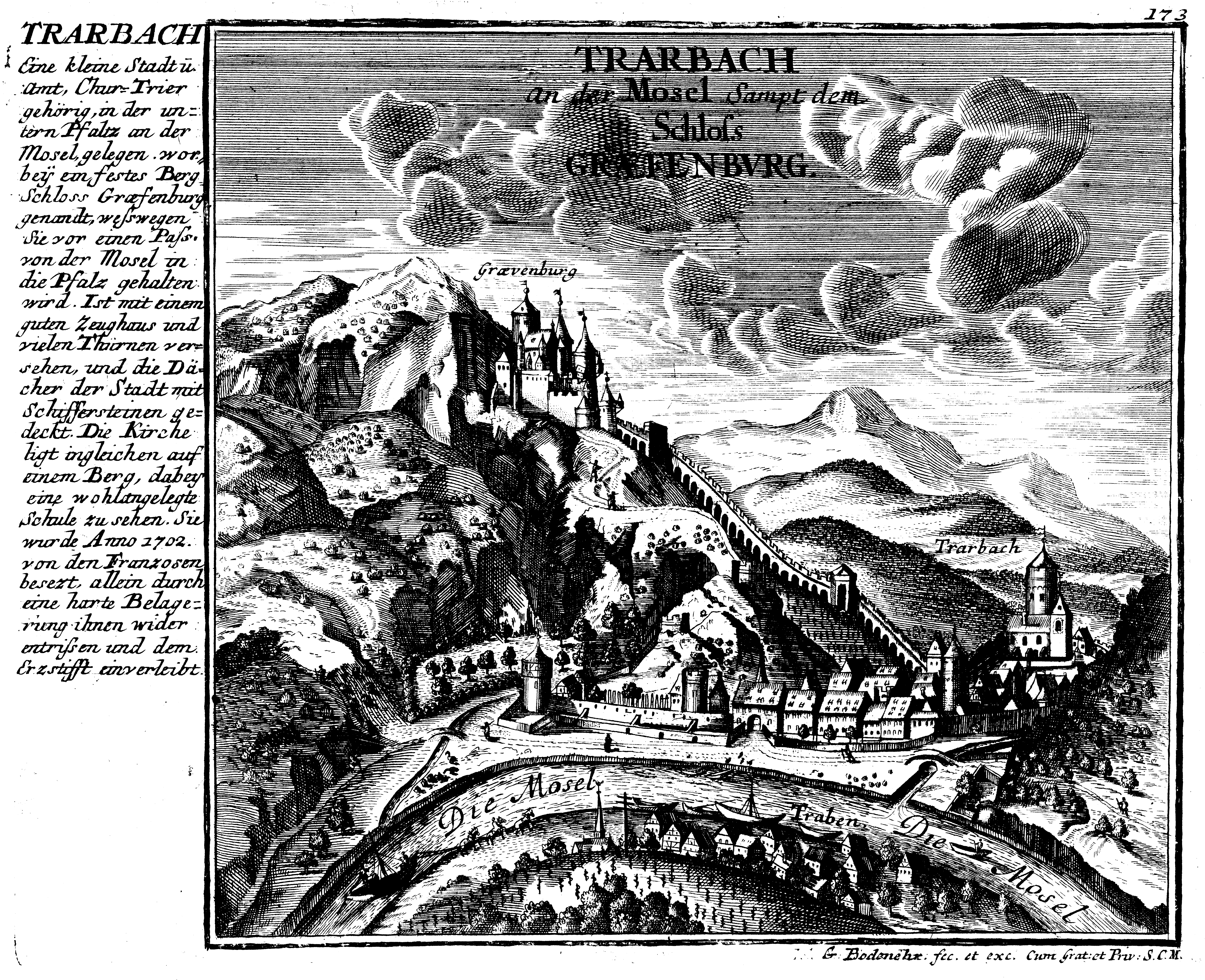
Trarbach mit der Grevenburg; Kupferstich von G. Bodenehr, um 1720, nach einer älteren Vorlage

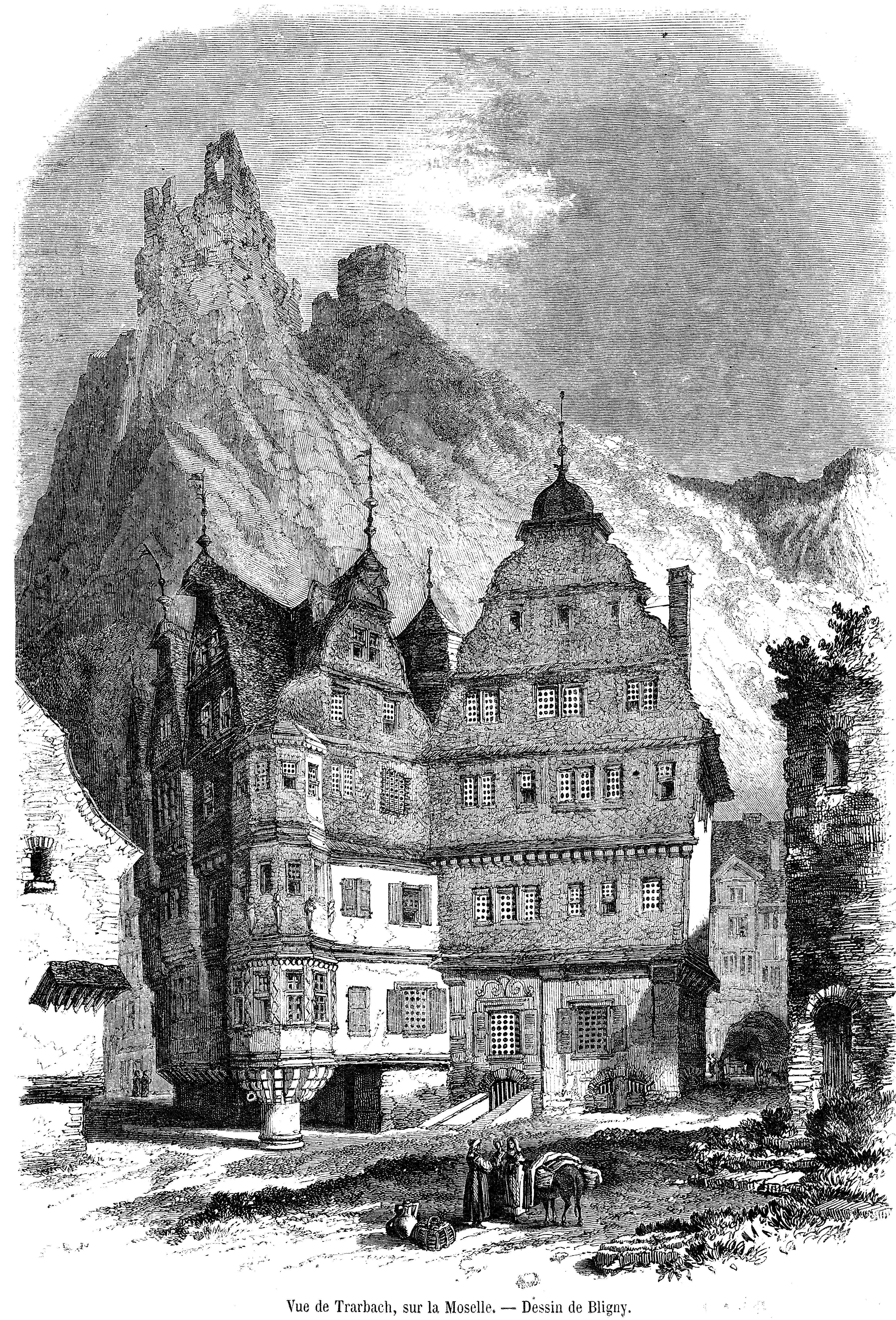
Trarbach, Marktplatz vor dem Stadtbrand von 1857; Holzstich nach Bligny

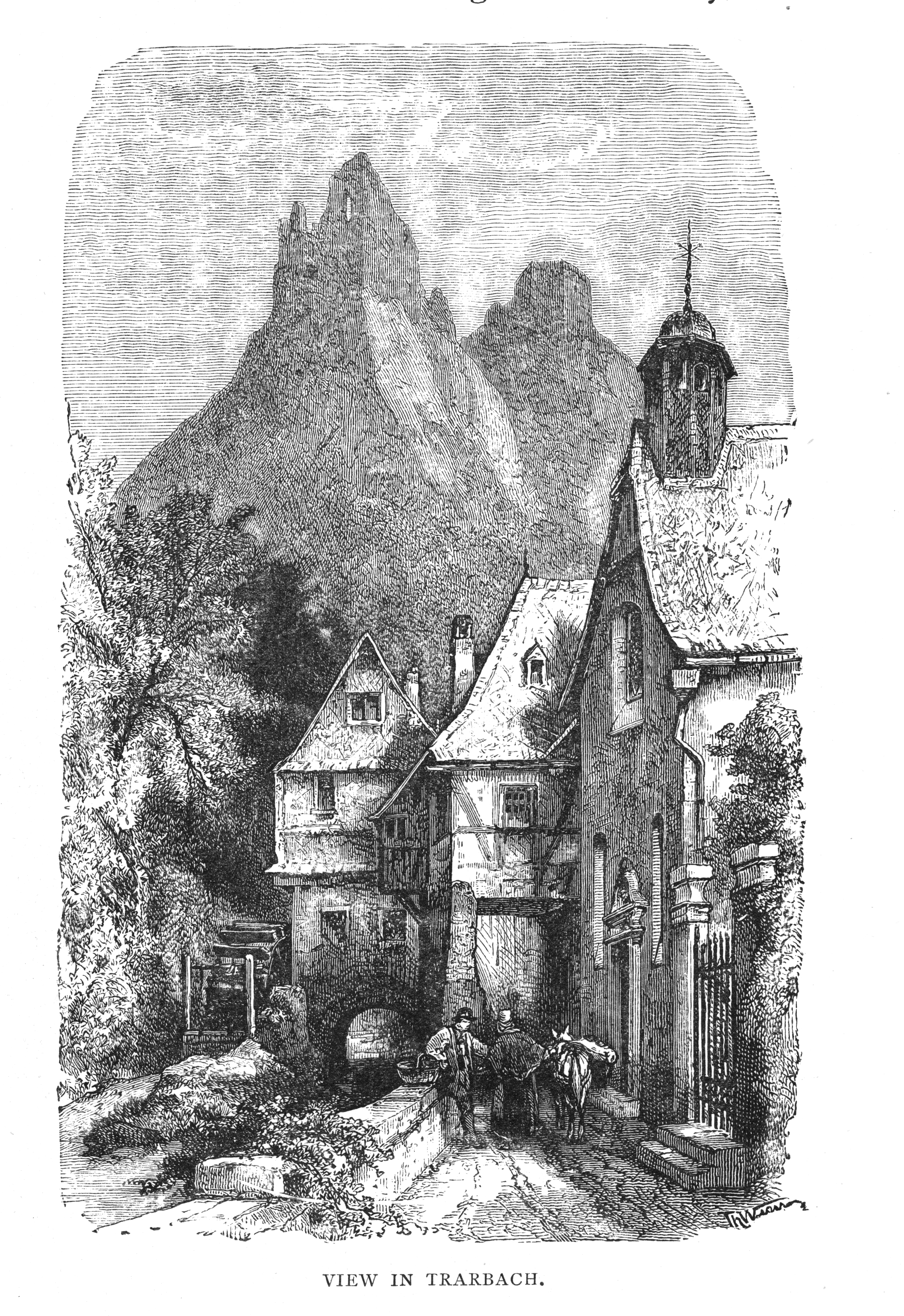
Ansicht von Trarbach vor dem Stadtbrand von 1857

Schon 830 wurde der Aacher Hof urkundlich erwähnt. Kaiser Ludwig der Fromme (814–840), Sohn Karls des Großen, schenkte Traben mit all seinen Gerechtsamen und Anhängseln Traben, Litzig, Rißbach, Irmenach und Beuren dem Münster zu Aachen (Aachener Marienstift), in dem die deutschen Könige gekrönt wurden.
Aufgrund der Zugehörigkeit zur Hinteren Grafschaft Sponheim wurde im Jahr 1557 auch in Trarbach und Traben die Reformation eingeführt, sodass der Ort bis heute überwiegend evangelisch geprägt ist, auch wenn vor allem durch Zuzug im 19. und 20. Jahrhundert der Anteil der katholischen Bevölkerung deutlich gestiegen ist. Die Leitung der evangelischen Kirche in der Hinteren Grafschaft Sponheim wurde zunächst von der Birkenfelder Kanzlei ausgeübt, 1672 wurde dann in Trarbach ein hintersponheimisches lutherisches Konsistorium eingerichtet, dessen Aufgaben ab 1776 an das Konsistorium in Zweibrücken übergingen.
Alle heutigen Ortsteile (mit Ausnahme eines Teils von Kautenbach) gehörten zur Hinteren Grafschaft Sponheim, deren Hauptort Trarbach auch nach dem Aussterben der Grafen blieb, wenngleich die beiden jeweils regierenden Landesherren (die Grafschaft war ein pfälzisch-badisches Kondominium) ihre Residenz innerhalb der Grafschaft andernorts hatten, nämlich in Birkenfeld und in Kastellaun. Zugleich war Trarbach jedoch auch der Hauptort des gleichnamigen Oberamtes. 1815 wurde das Gebiet um Trarbach nach Preußen eingegliedert und Trarbach wurde Sitz einer Bürgermeisterei. Entgegen den Erwartungen wurde allerdings Zell und nicht Trarbach Kreisstadt, obwohl Trarbach der größte Ort des neuen Kreises Zell war. Die Bürgermeisterei Trarbach wurde 1884 aufgelöst. Trarbach gehörte keiner Bürgermeisterei mehr an und wurde fortan in Personalunion mit der neuen Bürgermeisterei Traben verwaltet.
1818 wurde die Synode Trarbach errichtet, deren Hauptort Trarbach bis 1972 blieb. Wegen der Größe – die Synode umfasst die Landkreise Bernkastel, Zell und Trier – wurde diese 1825 geteilt. Kurioserweise gehörte der Ortsteil Wolf bis 1892 zur Synode Trier, welche bis 1843 nach dem Wohnort des Superintendenten den Namen „Synode Wolf“ führte.
Bei dem Großbrand vom 21. Juli 1857 wurde fast ganz Trarbach ein Opfer der Flammen. Von den 1700 Einwohnern wurden 1400 obdachlos.
Traben und Trarbach waren zudem Ende des 19. Jahrhunderts neben Bad Reichenhall die ersten Orte in Deutschland, die statt Gaslampen eine elektrische Straßenbeleuchtung von der Edison-Gesellschaft, der späteren AEG, bauen ließen, nachdem zuvor in Berlin einzelne Straßenzüge damit ausgestattet worden waren.
1898 wurde eine erste Brücke zwischen beiden Orten nach einem Entwurf des Architekten Bruno Möhring gebaut. Diese Brücke, die in den letzten Kriegstagen 1945 gesprengt wurde, war gleichzeitig die erste Straßenbrücke zwischen Bernkastel und Koblenz. Die nächsten Brücken wurden erst 1924 in Cochem und 1951–1953 in Zell gebaut.
Im Jahr 1904 erfolgte schließlich die Vereinigung der Gemeinde Traben und der Stadt Trarbach zur neuen Stadt Traben-Trarbach. Die nächsten Veränderungen ergaben sich am 7. Juni 1969, als die Gemeinden Kautenbach und Wolf nach Traben-Trarbach eingemeindet wurden. Ein Jahr später wurde die Verbandsgemeinde Traben-Trarbach neu gebildet. Sie hat ihren Verwaltungssitz in der Stadt, Traben-Trarbach ist eine verbandsangehörige Gemeinde.
Die Bundeswehr hatte in Traben-Trarbach zwei Liegenschaften, die Kaserne Mont Royal und die Wildstein-Kaserne. Dort waren das Amt für Geoinformationswesen der Bundeswehr, das Amt für Wehrgeophysik und die Fernmeldehauptkommandantur (Deutsche NALLA) stationiert.

### Einwohnerentwicklung
| Traben-Trarbach: Einwohnerzahlen von 2012 bis 2024 | Traben-Trarbach: Einwohnerzahlen von 2012 bis 2024 | Traben-Trarbach: Einwohnerzahlen von 2012 bis 2024 | Traben-Trarbach: Einwohnerzahlen von 2012 bis 2024 | Traben-Trarbach: Einwohnerzahlen von 2012 bis 2024 |
| -------------------------------------------------- | -------------------------------------------------- | -------------------------------------------------- | -------------------------------------------------- | -------------------------------------------------- |
| Jahr                                               |                                                    |                                                    |                                                    | Einwohner                                          |
| 2012                                               | 2012                                               |                                                    | 5.740                                              | 5.740                                              |
| 2015                                               | 2015                                               |                                                    | 5.768                                              | 5.768                                              |
| 2020                                               | 2020                                               |                                                    | 5.554                                              | 5.554                                              |
| 2024                                               | 2024                                               |                                                    | 5.421                                              | 5.421                                              |
| Quelle(n): statistik.rlp.de                        |                                                    |                                                    |                                                    |                                                    |

## Politik

### Stadtrat
Der Stadtrat in Traben-Trarbach besteht aus 22 Ratsmitgliedern, die bei der Kommunalwahl am 9. Juni 2024 in einer personalisierten Verhältniswahl gewählt wurden, und dem ehrenamtlichen Stadtbürgermeister als Vorsitzendem.
Die Sitzverteilung im Stadtrat:
| Wahl | SPD | CDU | Grüne | FDP | FWG | Gesamt   |
| ---- | --- | --- | ----- | --- | --- | -------- |
| 2024 | 7   | 9   | 2     | –   | 4   | 22 Sitze |
| 2019 | 7   | 8   | 3     | 1   | 3   | 22 Sitze |
| 2014 | 9   | 7   | 2     | 1   | 3   | 22 Sitze |
| 2009 | 6   | 10  | –     | 2   | 4   | 22 Sitze |
| 2004 | 5   | 11  | –     | 2   | 4   | 22 Sitze |

- FWG = Freie Wählergruppe Traben-Trarbach e. V.

### Bürgermeister
Zum Stadtbürgermeister wurde am 25. Mai 2014 Patrice Langer (SPD) mit 57,09 Prozent der abgegebenen Stimmen direkt gewählt. Er löste Heide Pönnighaus (CDU) in diesem Amt ab. Bei den Kommunalwahlen 2019 wurde er mit 72,07 Prozent der abgegebenen Stimmen wiedergewählt. Bei der Bürgermeisterwahl am 9. Juni 2024 konnte Langer sein Amt mit 64,4 % der Stimmen ohne Gegenkandidaten erneut verteidigen.

### Wappen
| Wappen von Traben-Trarbach | Blasonierung: „Geschacht von Rot und Silber, oben ein trabender Rappe, unten auf grünem Wellengrund ein goldener Rundturm mit schwarzem Kegeldach, silberner Bogenpforte, darüber sechs silberne Fenster zu zwei Reihen.“ |
| Wappen von Traben-Trarbach | Wappenbegründung: Das rot-silberne Schachbrett entstammt dem Wappen der hinteren Grafschaft Sponheim. Es versinnbildlicht den Stadtteil Traben. Der Turm ist der Stadtturm der Stadt Trarbach.                            |

### Städtepartnerschaften
Die Stadt Traben-Trarbach unterhält eine Städtepartnerschaft mit der Gemeinde Wangen bei Olten in der Schweiz.

## Kultur und Sehenswürdigkeiten

### Bauwerke
- Ruine der Grevenburg, um 1350 erbaut, nach mehreren Belagerungen 1734 zerstört
- Starkenburg, 250 Meter über der Mosel mit dem Burgfelsen am Ortsende Richtung Enkirch
- Festung Mont Royal (1687–1698) (gigantische französische Festung unter Ludwig XIV. von Vauban gebaut)
- Evangelische Peterskirche in Traben, romanische Anfänge, seit 1491 zweischiffige spätgotische Hallenkirche, 1968/69 Jahrhundert auf drei Schiffe erweitert
- Evangelische Kirche Trarbach, seit 1518/19 zweischiffige spätgotische Hallenkirche mit Dachreiter
- Rathaus Trarbach, 1833 von Ferdinand Nebel
- Mittelmoselmuseum zur Geschichte des Moseltals, der Grafschaft Sponheim, der Festung Mont Royal und der Grevenburg
- Brückentor der Moselbrücke, 1899 von Bruno Möhring
- ehemaliges Hotel „Clauss-Feist“ (heute Bellevue), 1903 von Bruno Möhring (Jugendstil)
- Villa Huesgen, Am Bahnhof, 1904 von Bruno Möhring
- Wohnhaus Dr. Breucker, An der Mosel, 1905 von Bruno Möhring
- Buddha-Museum im Gebäude der ehemaligen Weinkellerei Julius Kayser & Co. (seit 2009), 1906–1907 von Bruno Möhring
- Parkschlösschen Bad Wildstein, ehemaliges Kur- und Badehaus der Stadt gebaut von Bruno Möhring, heute Ayurveda-Hotel
- ehemalige Schiefer- und Erzgrube Gondenau
- Stadtturm in Trarbach mit Aussicht über die Dächer von Trarbach
- Museum Haus der Ikonen in Trarbach neben dem Stadtturm[11]
- die evangelische Kirche im Ortsteil Kautenbach
- Ruine des Klosters im Ortsteil Wolf
- Postamt Traben, späthistoristischer Zweiflügelbau, Jugendstileinfluss, Anfang des 20. Jahrhunderts (Baumeister Mathias Engel)

Ausgewählte Ansichten
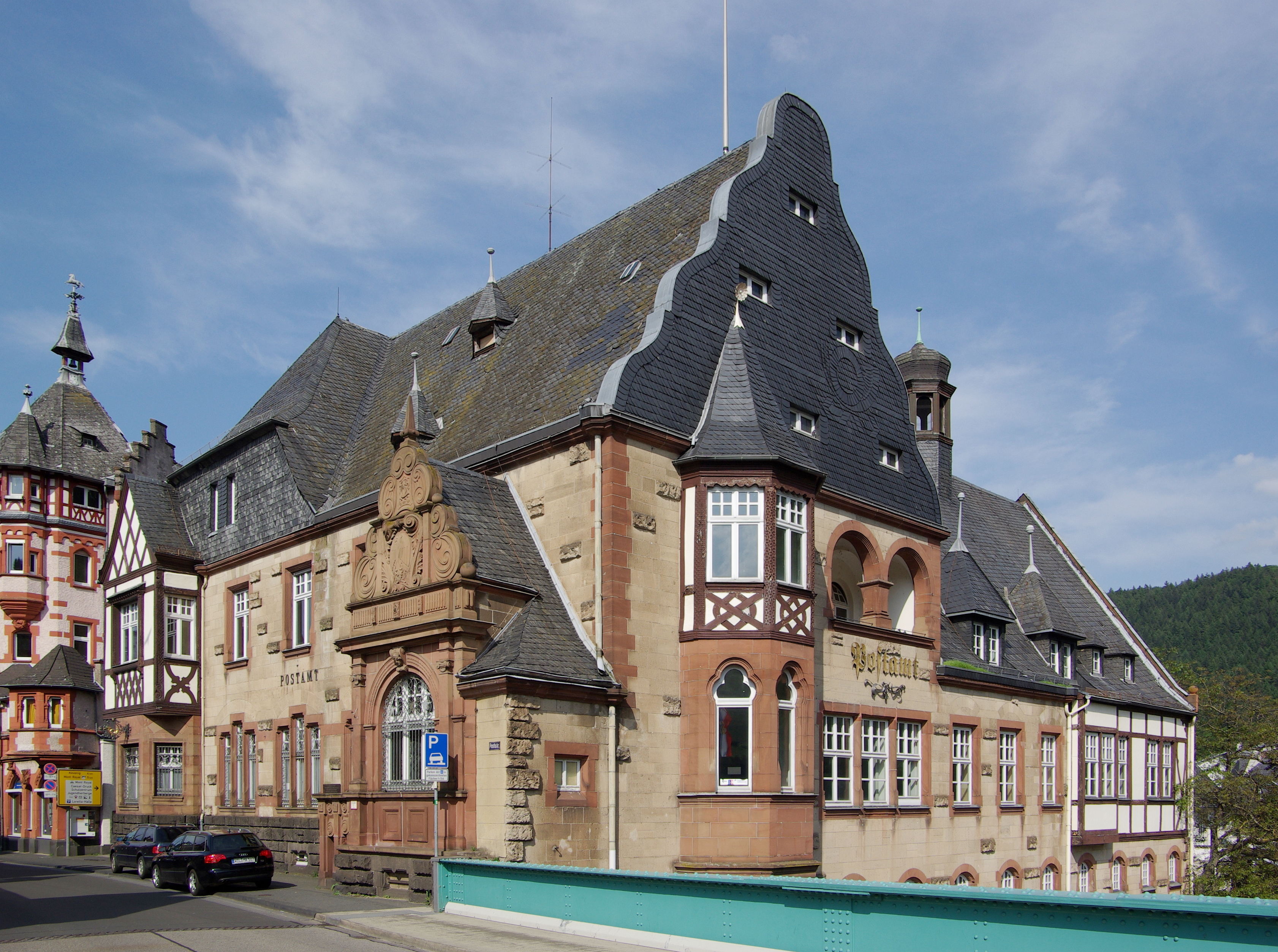
Stadtteil Traben: Postamt und Lorettahaus
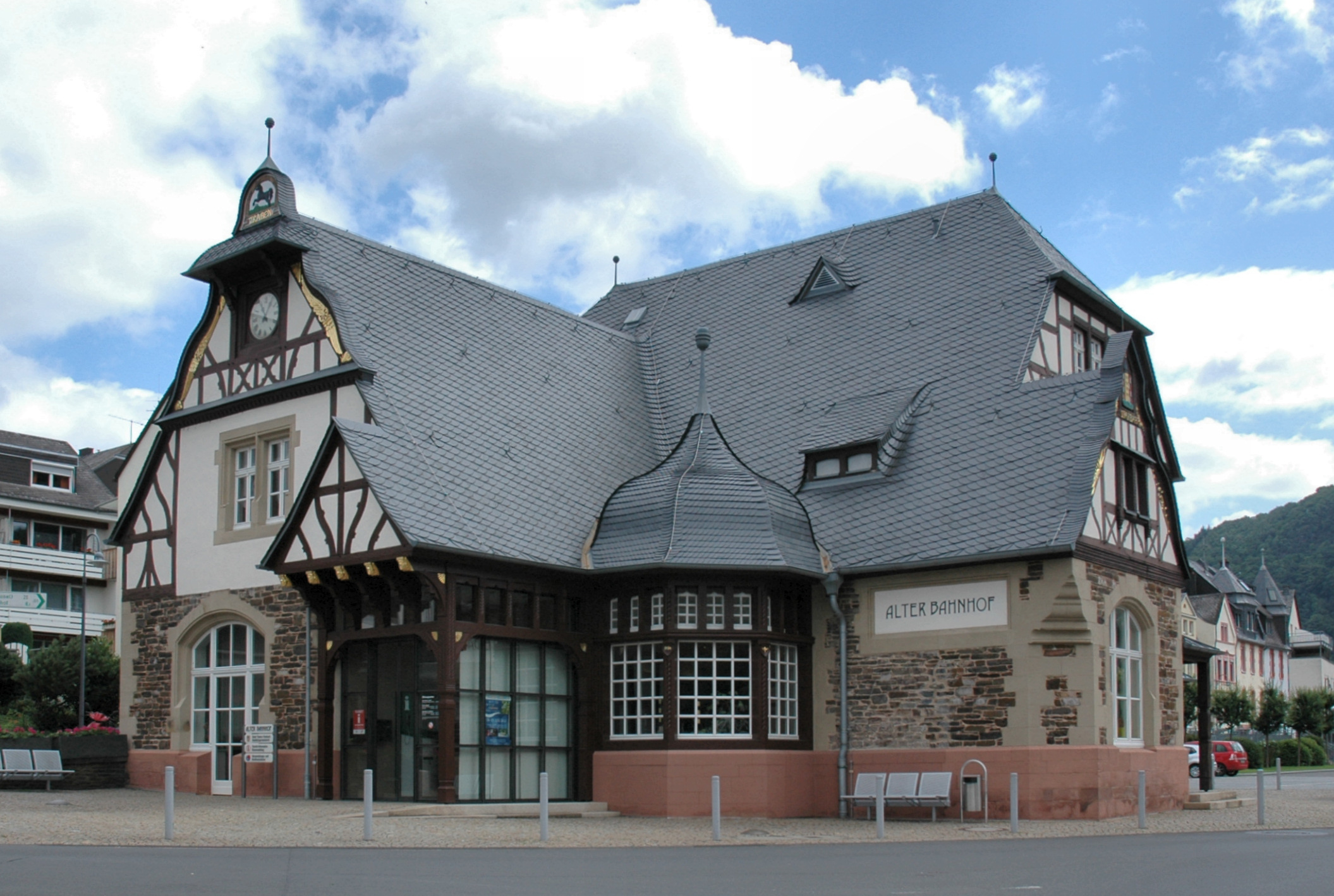
Altes Bahnhofsgebäude in Traben
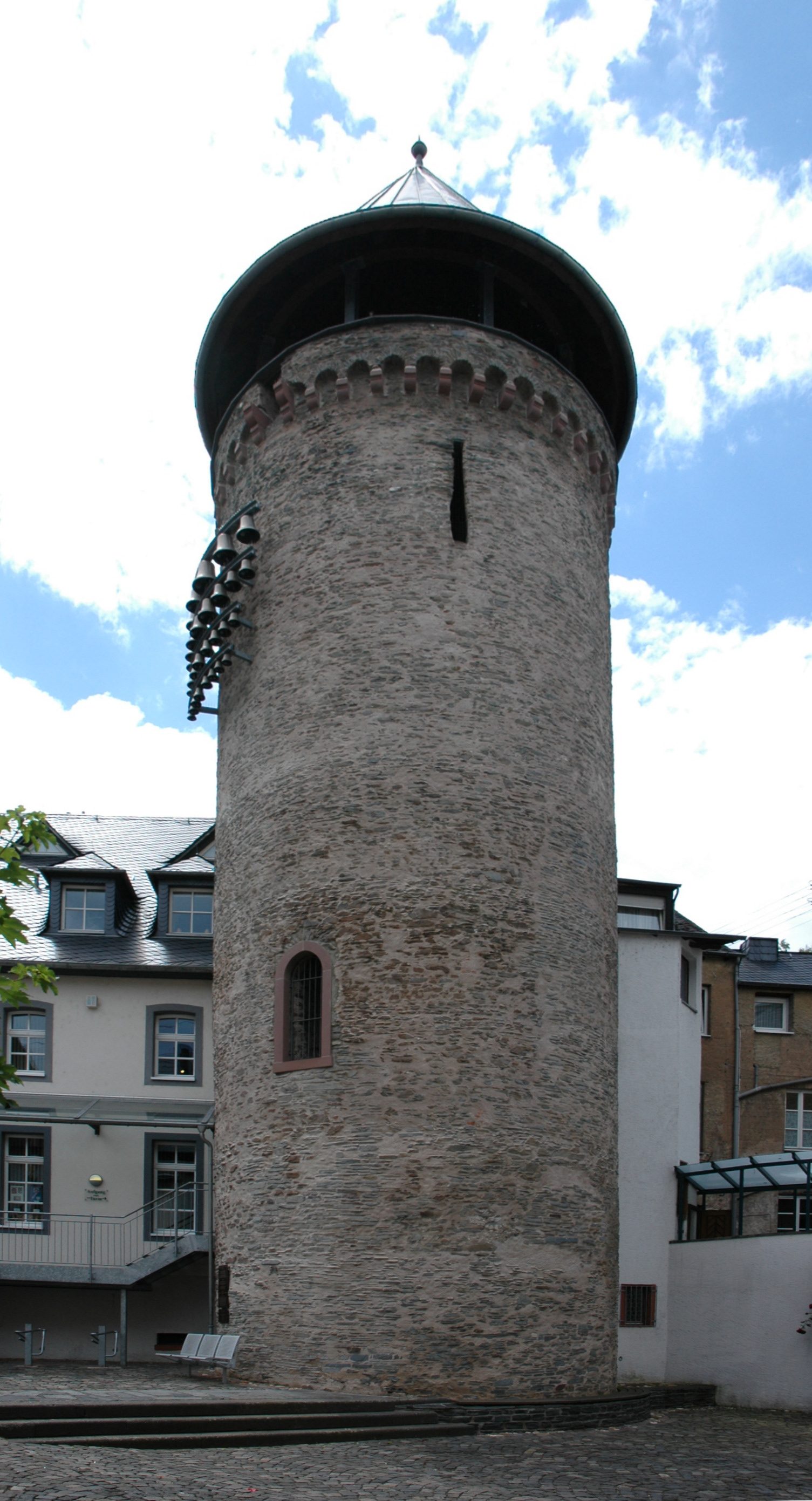
Alter Stadtturm
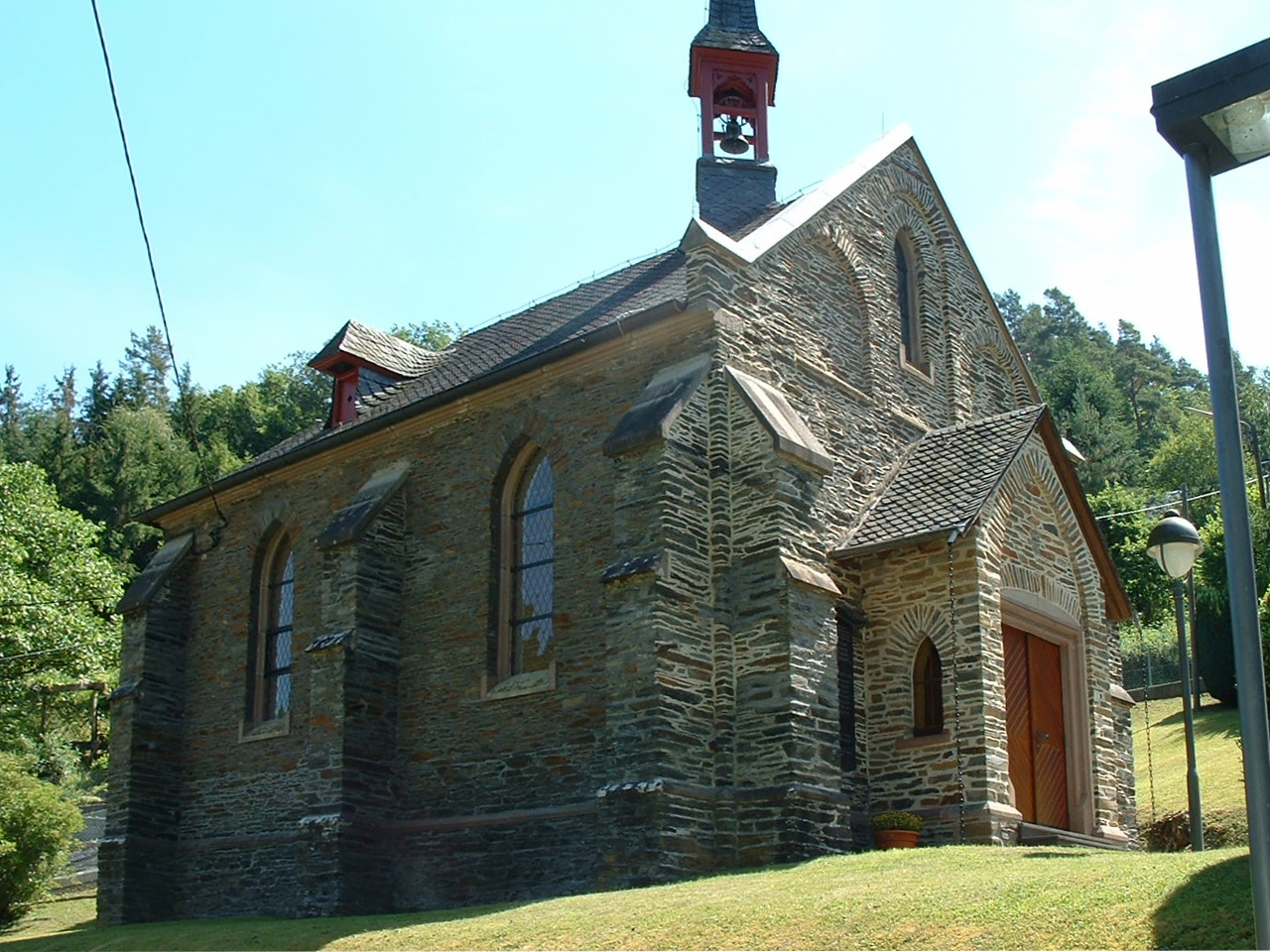
Evangelische Kirche Kautenbach
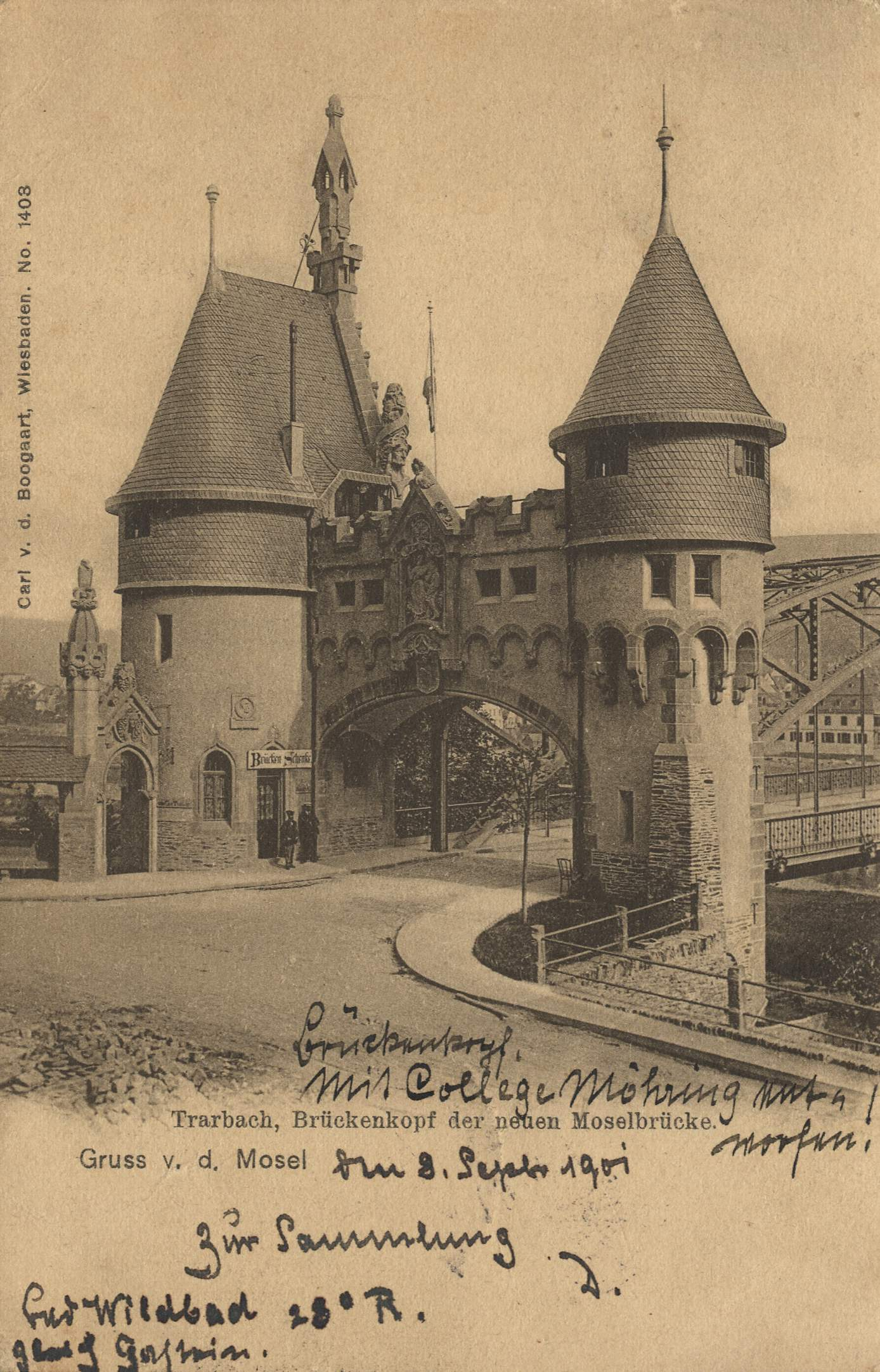
Brückentor 1901
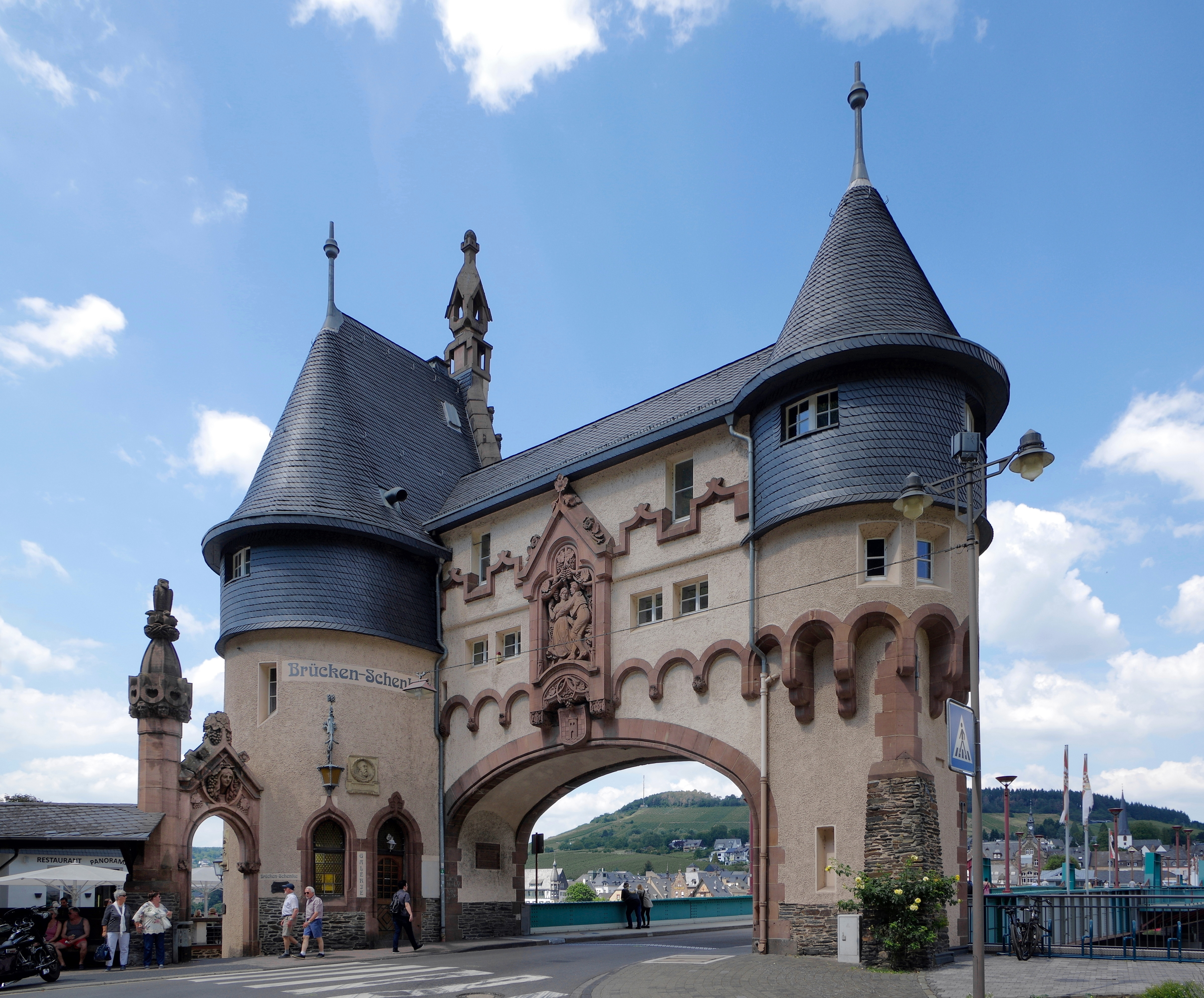
Das Brückentor von der Südseite

Siehe auch: Liste der Kulturdenkmäler in Traben-Trarbach

### Veranstaltungen
- Auf der Mosel wurden jahrzehntelang Motorbootrennen ausgetragen; die 32. Veranstaltung fand 1996 statt. Dabei wurden zahlreiche Welt- und Europameister gekrönt, darunter 1964 der Berliner Rennfahrer und Motorenbauer Dieter König. Für das Jahr 2014 haben sich Organisatoren gefunden, die das Motorbootrennen im engen Moseltal wieder haben aufleben lassen. Schnell wurde an alte Erfolge angeknüpft, ca. 8000 Zuschauer verfolgten die unterschiedlichen Rennserien. 2015 wurden bereits mehrere Weltmeisterschafts- und Europameisterschaftsläufe ausgetragen. Im Jahr 2016 wurde das Rennen nach dem tödlichen Unfall des italienischen Fahrers Massimo Rossi abgebrochen.
- Seit 2011 wird an den Adventswochenenden bis zum Neujahrstag der unterirdische Mosel-Wein-Nachts-Markt in neun Gewölbekellern und drei weiteren Veranstaltungsorten ausgerichtet.[12]

## Wirtschaft und Infrastruktur

### Tourismus
Der Tourismus ist ein wichtiger Wirtschaftsfaktor in der Region. Neben dem Wein- und Aktivtourismus ist hier vor allem der Gesundheitstourismus zu nennen. Trotz struktureller Veränderungen des traditionellen Kur- und Bäderwesens in den 1990er Jahren, verbunden mit weniger bewilligten kurorttherapeutischen Maßnahmen, erfährt das gesundheitstouristische Angebot aufgrund des demographischen Wandels wieder zunehmende Bedeutung.
Der Moselsteig sowie der Mosel-Camino als Teil des Jakobswegs nach Santiago de Compostela führen durch die Stadt.

### Weinlagen
Neben dem Tourismus lebt die Region insbesondere vom Weinbau. Traben-Trarbach besitzt 135 ha Weinlagen. Davon sind 87,4 % mit Weißweinrebsorten und 12,6 % mit Rotweinrebsorten bestockt. Der größte Teil der Traben-Trarbacher Weinberge sind Steillagen.
Zu den bekanntesten Lagen zählen:
- Trarbacher Hühnerberg
- Trarbacher Ungsberg
- Trarbacher Schlossberg
- Trarbacher Burgberg
- Trarbacher Taubenhaus
- Trabener Würzgarten
- Trabener Kräuterhaus
- Trabener Königsberg

### Verkehr

#### Schienenverkehr

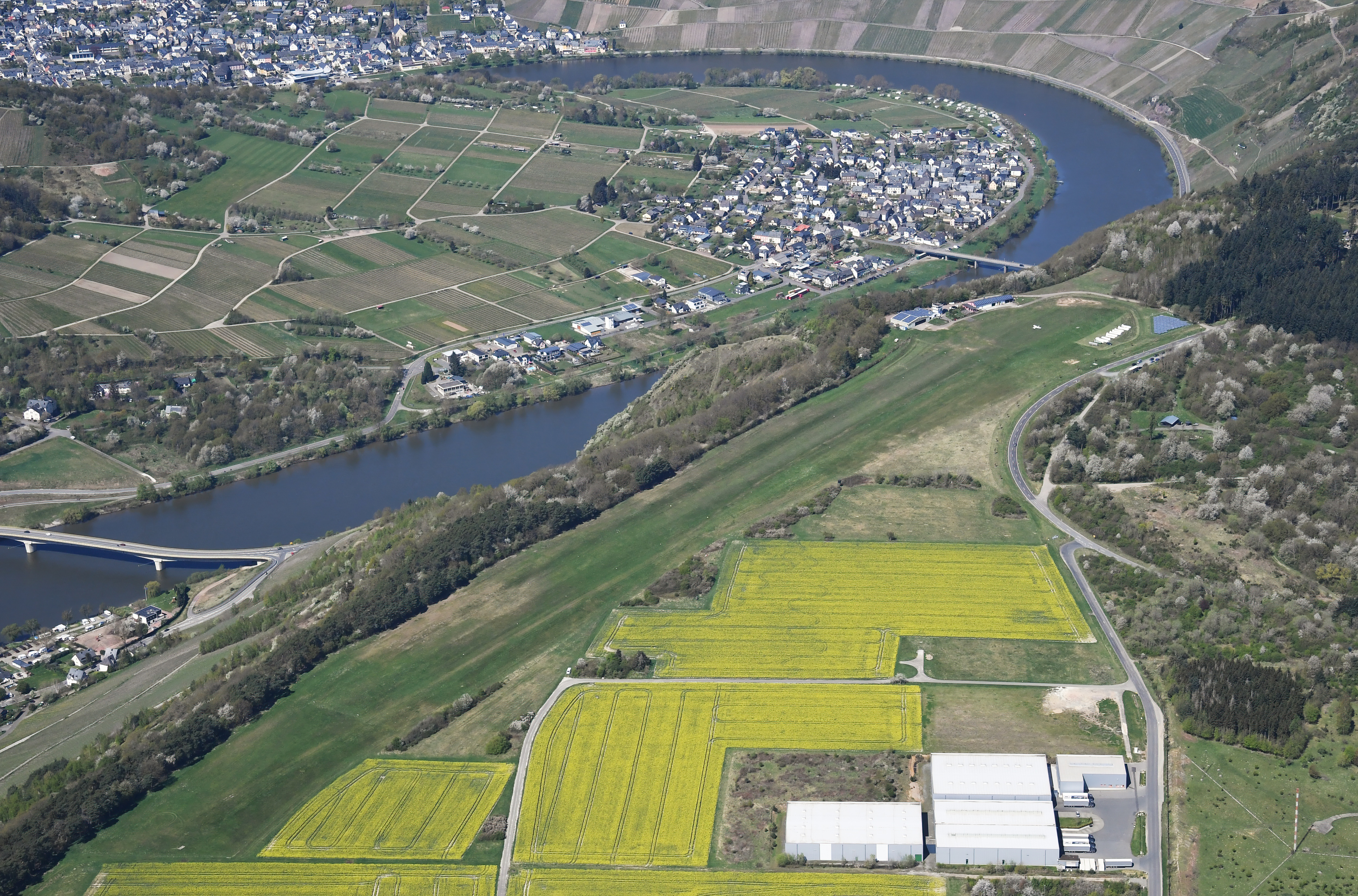
Flugplatz Traben-Trarbach-Mont Royal

Durch Traben-Trarbach führte bis zum 31. Dezember 1962 die Moseltalbahn, genannt „Saufbähnchen“. Das Bahnhofsgebäude auf der Trarbacher Seite wurde beim Ausbau der B 53 abgerissen.
Im Stadtteil Traben (linkes Flussufer) befindet sich der Endbahnhof der Moselwein-Bahn (Bullay – Reil – Kövenig – Traben-Trarbach). Hier verkehren die Züge der Linie RB 85 nach dem Rheinland-Pfalz-Takt täglich im Stundentakt. Aufgrund der Lage von Traben-Trarbach im Landkreis Bernkastel-Wittlich gilt für Bus- und Zugfahrten der Tarif des Verkehrsverbund Region Trier, für Fahrten mit Start/Zielbahnhof im Verkehrsverbund Rhein-Mosel ist dessen Tarif ebenso als Übergangstarif gültig. Das 1904 nach dem Vorbild alter Trabener Fachwerkhäuser errichtete alte Bahnhofsgebäude ist noch heute erhalten und dient jetzt als Sitz des Bürgermeisters und als Veranstaltungszentrum. Die neue Haltestelle wurde 150 m moselabwärts in den Bereich des ehemaligen Güterbahnhofs zurückverlegt. Des Weiteren ist die Errichtung eines weiteren Bahnhaltepunkts Traben-Trarbach Schule geplant.

#### Flugverkehr
1956 erfolgte die Errichtung eines Sportflugplatzes auf dem Trabener Berg Mont Royal (ICAO-Code: EDRM).

## Persönlichkeiten
- Loretta von Sponheim (1300–1346), Gräfin aus dem Geschlecht der Sponheimer und Rivalin des Kurfürsten Balduin von Luxemburg
- Johann von Trarbach (um 1530–1586), Bildhauer der Renaissance
- Jeckel Hoffmann (* um 1415, † nach 1490), erwähnt 1466–1490, erster nachweisbarer Vorfahre Ludwig van Beethovens.
- Jodocus Lorichius (1540–1612), katholischer Theologe an der Universität Freiburg. Vater: Trarbachs Bürgermeister Johannes Käs.
- Nikolaus Elffen (1626–1706), Jesuit aus dem protestantischen Traben (panis coeli)
- Johann Conrad Arnoldi (1658–1735), Pädagoge, Logiker, Bibliothekar und lutherischer Theologe
- Ernst Christoph Arnoldi (1696–1744), Rechtswissenschaftler
- Johannes Touton (1736–1800), Lehrer und von 1766 bis 1800 Rektor am Trarbacher Gymnasium
- Johann Nicolaus Caspary (1758–1839), Kaufmann, Weinhändler; gründete 1785 zusammen mit Justus Mitscher (1755–1802) die Weinhandlung Mitscher & Caspary in Berlin.
- Philip Adam Storck (1780–1822), Lehrer, 1810 Direktor der Handelsschule in Hagen, seit 1817 Lehrer in Bremen
- Bernhard Böcking (1781–1824), Kaufmann, Tuchfabrikant und preußischer Landrat
- Carl Wentzing (1784–1877), Kaufmann und Landschaftsmaler der Romantik
- Heinrich Böcking (1785–1862), Bergrat und Bürgermeister in Saarbrücken
- Adolph Böcking (1799–1866), Mitglied der Frankfurter Nationalversammlung
- Eduard Böcking (1802–1870), Jura-Professor in Bonn und Berlin (Römisches Privatrecht; Übersetzung der Mosella des Ausonius)
- Paul Emanuel Spieker (1826–1896), Architekt (Universitätsbibliothek Berlin)
- Hermann Falkenhagen (1828–1902), Verwaltungsbeamter, Bürgermeister 1862–1869
- Markus Hammer (1834–1901), Jurist, preußischer Landrat des Kreises Meschede
- Adolph Huesgen (1855–1949), Weinhändler und Weingutsbesitzer, Sprecher des Moselweinbaues[16]
- Ewald Bender (1883–1962), Kunsthistoriker, Fachautor
- Wilhelm Gustav Loew (1887–1977), evangelischer Pfarrer und Vertreter der Bekennenden Kirche
- Wilhelm Klein (1889–1996), römisch-katholischer Theologe
- Walther Beumelburg (1894–1944), Rundfunk-Funktionär
- Willi Lichtschlag (1897–1981), Maler
- Werner Beumelburg (1899–1963), einer der bekanntesten Autoren der NS-Zeit, Ehrenbürger von Traben-Trarbach
- Carl Jansen (1899–1970), Bibliothekar
- Walther Disselnkötter (1903–2000), evangelischer Pfarrer und Gerechter unter den Völkern
- Klaus-Peter Niemann (* 1935), Flottillenadmiral
- Johannes Friedrich Werling (* 1942 oder 1943), wohnt in Traben-Trarbach
- Helga Engler-Heidle (* 1948), feministische evangelische Theologin und Pfarrerin
- Hans-Willi Ellermeier (* 1949), Sportler, Wasserski, Deutscher Meister Slalom 1967, 1973–1975, 1980–1981
- Pete Namlook (1960–2012), Produzent im Bereich der elektronischen Musik, lebte hier ab 1997
- Rainer Müller (* 1961), Orgelbaumeister
- Matthias Zimmer (1961–2023), Politiker und Publizist
- Peter Müller (* 1964), Ruderer, Deutscher Meister 1988, Vizeweltmeister 1990
- Oliver Lucas (* 1966), Sportler, Motorbootrennen, 3-facher Welt- und 5-facher Europameister
- Martin Molz (* 1971), Fußballprofi (1. FC Nürnberg und 1. FC Saarbrücken)
- Tina von Traben (* 1973), Filmregisseurin und Drehbuchautorin
- Yve Burbach (* 1975), Schauspielerin (Verbotene Liebe und SOKO Stuttgart)
- Stefan Bockelmann (* 1976), Schauspieler (Unter uns)
- Andreas Birkner (* 1980), Schauspieler
- Karina Wächter (* 1990), Politikerin (CDU)
- Maik Zirbes (* 1990), Basketballer (TBB Trier)
- Lin Lindner (* 1994), Mitglied des Bundestages (Die Linke), aufgewachsen in Traben-Trarbach